# آدم فارغا
آدم فارغا (بالمجرية: Varga Ádám)‏ هو لاعب كرة قدم مجري في مركز حراسة المرمى، ولد في 12 فبراير 1999 في بودابست في المجر. لعب مع نادي فيرينتسفاروشي.